# Taterillus lacustris
Taterillus lacustris är en däggdjursart som först beskrevs av Thomas och Wroughton 1907.  Taterillus lacustris ingår i släktet Taterillus och familjen råttdjur. IUCN kategoriserar arten globalt som livskraftig. Inga underarter finns listade i Catalogue of Life.
Denna gnagare är jämförd med andra släktmedlemmar liten. Håren som bildar ovansidans päls är vid roten gråa och vid spetsen orange eller rödbruna. Det finns en tydlig gräns mot den vita undersidan. Ansiktet kännetecknas av vita kinder samt av en vit fläck framför och bakom varje öra. Vid nosen förekommer ofta svartbruna märken. Taterillus lacustris har även stora ögon och öron. Vid bakfoten är första tån förminskad och de tre mellersta tårna ungefär lika långa. Svansen är främst täckt av korta bruna hår förutom vid spetsen där längre och mörkare hår bildar en tofs. Av honans spenar ligger fyra på bröstet och fyra vid ljumsken.
Skillnader mot andra släktmedlemmar finns främst i artens karyotyp.
Arten lever i nordöstra Nigeria och norra Kamerun i närheten av Tchadsjön. Habitatet utgörs av buskskogar och jordbruksmark.